# Франсоа Берлеан
Франсоа Берлеан (фр. François Berléand; 22. април 1952. године), француски је позоришни и филмски глумац, који је славу стекао играјући споредне улоге у филмовима Луја Мала (Довиђења, дјецо, Мајски глупани) и Катрин Бреја (Романса).
Он игра Жила Трикеа, официрског менаџера и еквивалента Дејвиду Бренту у серији Офис, француској верзији Канцеларије, коју је продуцирао Канал +. Такође се појавио у филму Транспортер из 2002. као француски комесар по имену Таркони, активан и поштен полицајац који је познаник Френка Мартина (Џејсон Стејтам). Поновио је улогу у наставцима Транспортер 2 и Транспортер 3 и ТВ серији.